# Bój pod Bobrujkami
Bój pod Bobrujkami – walki polskiego 66 pułku piechoty ppłk. Czesława Jarnuszkiewicza z oddziałami sowieckiego 216 pułku strzelców imienia Lenina toczone nad Berezyną w okresie wojny polsko-bolszewickiej.

## Sytuacja ogólna
14 maja 1920 ruszyła sowiecka ofensywa wojsk Frontu Zachodniego Michaiła Tuchaczewskiego. 15 Armia Augusta Korka i Grupa Północna Jewgienija Siergiejewa uderzyły na pozycje oddziałów polskich 8 Dywizji Piechoty i 1 Dywizji Litewsko-Białoruskiej w ogólnym kierunku na Głębokie. Wykonująca uderzenie pomocnicze 16 Armia Nikołaja Sołłohuba zaatakowała oddziały 4 Armii gen. Stanisława Szeptyckiego i podjęła próbę sforsowania Berezyny pod Murawą i Żukowcem oraz pod Żarnówkami i Niehoniczami. 
Wobec skomplikowanej sytuacji operacyjnej, 23 maja rozpoczął się ogólny odwrót wojsk polskich w kierunku zachodnim.
Po zatrzymaniu sowieckiej ofensywy Armia Rezerwowa gen. Kazimierza Sosnkowskiego, przy współudziale oddziałów 1. i 4 Armii, zepchnęła przeciwnika na linię rzek Auta i górna Berezyna. W pierwszej dekadzie czerwca front polsko-sowiecki na Białorusi ustabilizował się.
W związku z postępami sowieckiej ofensywy na Ukrainie, Wódz Naczelny Józef Piłsudski wydał rozkaz przeprowadzenia na północy serii wypadów na tyły sowieckie, aby stworzyć wrażenie przygotowywania natarcia dużych sił polskich. 
W tym czasie  oddziały Grupy Poleskiej broniły dostępu do Mozyrza i Kalenkowicz.

## Działania pod Bobrujkami
21 czerwca dwubatalionowy 66 pułk piechoty wszedł w skład grupy pułkownika Łuczyńskiego i obsadził w systemie dozorowym wzniesienia pod Bobrujkami na wschodnim brzegu Mytwy. Dowództwo pułku i batalion odwodowy oraz bateria 9 pułku artylerii polowej stanęły we wsi Saniuki. Na skrzydłach pułk graniczył odpowiednio: na północy z 34 pułkiem piechoty rozwiniętym w Kustownicy, na południu z 22 pułkiem piechoty ze stanowiskiem dowodzenia w Dobryniu.
25 czerwca stanowiska na wzgórzach obsadził II batalion ppor. Marcina Kamińskiego, liczący 218 żołnierzy i  posiadający na wyposażeniu 7 ckm-ów. Trzy kompanie: 5. sierżanta Kohnke, 7. podporucznika Badziąga i 8. chorążego Jana Hirsza rozmieszczono w okopach, a 6 kompania podporucznika Barga zajęła stanowiska przy drodze Saniki - Kustownica, z zadaniem osłony lewego skrzydła batalionu. Kompania karabinów maszynowych wydzieliła 4 ciężkie karabiny maszynowe do 8 kompanii i jeden do 5., pozostawiając dwa w odwodzie przy dowództwie batalionu w Bobrujkach.
Wysłane patrole rozpoznawcze stwierdziły obecność silnych pododdziałów w wioskach Buda i Romanówka.
O świcie 26 czerwca na pozycje II batalionu uderzyła tyraliera sowieckiego 216 pułku strzelców. W jego drugim rzucie maszerowały, prowadzone przez jadących konno dowódców i komisarzy, kolejne bataliony 216 ps.
Nawała ogniowa polskiego pułku zadała Sowietom duże straty, ale mimo to na odcinku 5 kompanii dopiero w walce „na granaty” odparto przeciwnika. Kolejne ataki czerwonoarmistów spowodowały, że polska 5 i 6 kompania walczyły w okopach „na bagnety”. W załamaniu kolejnego natarcia pomogły ckm-y 8 kompanii.
W efekcie Sowieci wycofali się w nieładzie. W kolejnym ataku nieprzyjaciel zmienił taktykę. Prowadził go w sześciu liniach tyralier, a piechotę wspierała artyleria. Zażarte walki trwały do 16.00. Dopiero wejście do walki odwodowego I/66 pułku piechoty  zmusiło sowiecki 216 ps do odwrotu.

## Bilans i ocena walk
Zwycięstwo pod Bobrujkami miało dla żołnierzy 66 pułku piechoty duże znaczenie moralne. W zwycięstwie polskiego pułku, będącego pod patronatem Józefa Piłsudskiego, nad sowieckim 216 pułkiem strzelców im. Lenina dopatrywano się symbolu zwycięstwa Wojska Polskiego nad Armią Czerwoną.
Data bitwy pod Bobrujkami była do 1939 świętem 66 Kaszubskiego Pułk Piechoty im. Marszałka Józefa Piłsudskiego. 66 pułk piechoty w walkach pod Bobrujkami stracił sześciu poległych i siedmiu rannych. Straty 216 pułku strzelców im. Lenina były wielokrotnie wyższe. Przed okopami polskimi zostało ponad stu poległych czerwonoarmistów.
Za bohaterstwo w walce Krzyżem Srebrnym Orderu Virtuti Militari udekorowani zostali sierżant Leon Formela i plutonowy Jan Bączyński.
Dowódca Grupy Poleskiej, gen. Władysław Sikorski, z okazji tego zwycięstwa wydał 11 lipca rozkaz pochwalny, w którym napisał:

66 pułk piechoty kaszubskiej, prowadzony wytrawną ręką podpułkownika Jarnuszkiewicza, wycinając pułk Lenina pod Bobrujkami, nauczył bolszewików, co warte są pułki polskie, chociażby były w chwilowym odwrocie.